# Acid Drinkers
Acid Drinkers es un grupo de thrash metal, procedentes de Polonia.

## Miembros
- Tomasz "Titus" Pukacki - Voz, Bajo (Virgin Snatch) (1986-)
- Dariusz "Popcorn" Popowicz - Guitarra (Wolf Spider, Armia) (1986-)
- Robert "Litza" Friedrich - Guitarra (Flapjack, Creation od death, ex-Turbo, 2TM2,3 (1986-1998, 2024-)
- Maciej "Ślimak" Starosta - Batería (Flapjack, Arka Noego, ex- 2TM2,3, ex- Houk) (1989-)

### Miembros pasados
- Przemysław "Perla" Wejmann - Guitarra (1998-2003)
- Tomasz "Lipa" Lipnicki - Guitarra (2003-2004)
- Aleksander "Olass" Mendyk - Guitarra (ex-NoNe) (2004-2008)
- Wojciech "Jankiel" Moryto - Guitarra (2009-2016)
- Robert "Bobby" Zembrzycki - Guitarra (2017)
- Łukasz "Dzwon" Cyndzer - Guitarra (2017-2024)
- Piotr "Chomik" Kuik - Bateria (1986)
- Maciej "Ślepy" Głuchowski - Bateria (1986)

## Discografía

### Álbumes
- Are You A Rebel - (1990)
- Dirty Money, Dirty Tricks - (1991)
- Strip Tease - (1992)
- Vile Vicious Vision - (1993)
- Fishdick - (1994)
- Infernal Connection - (1994)
- The State of Mind Report - (1996)
- High Proof Cosmic Milk - (1998)
- Varran Strikes Back: Alive!!! - (1998)
- Amazing Atomic Activity - (1999)
- Broken Head - (2000)
- Acidofilia - (2002)
- Rock is not Enough - 2004
- Verses Of Steel - 2008
- Fishdick Zwei (The Dick Is Rising Again) - 2010
- P.E.E.P. Show (2016)

### Singles
- Slow 'n' Stoned / 3 Version 4 Yonash - Single (1994)
- Pump the Plastic Heart - Single (1996)
- Walkway to Heaven - Single (1996)
- (I can't get no) Satisfaction - Single (1999)

### Otros
- 15 Screwed Years - DVD (2004)
- The Hand that Rocks the Coffin - DVD (2006)
- Maximum Overload - Compilación (2002)